# IC 4954
IC 4954 је рефлексиона маглина у сазвјежђу Лисица која се налази на листи објеката дубоког неба у Индекс каталогу.
Деклинација објекта је + 29° 15' 12" а ректасцензија 20h 4m 45,0s. IC 4954 је још познат и под ознакама LBN 153, CED 175.